# Alexandre Borges
Alexandre Borges Corrêa (Santos, 23 febbraio 1966) è un attore brasiliano.

## Biografia
Borges ha debuttato nel 1985 recitando nella trasposizione teatrale del racconto I vecchi marinai di Jorge Amado. Dopo altre prove sul palcoscenico, nel 1991 ha fatto la sua prima apparizione cinematografica partecipando al cortometraggio Paixão Cigana. Due anni più tardi ha anche interpretato il ruolo di protagonista nella sua prima esperienza televisiva con la telenovela Guerra sem Fim. La notorietà televisiva non tarderà ad arrivare, con il ruolo di 'Luís Claudio' nella miniserie Engraçadinha... Seus Amores e Seus Pecados del 1995.
Nel 1999, insieme alla moglie Júlia Lemmertz, è stato il protagonista del film Un bicchiere di rabbia diretto da Aluizio Abranches. Borges e Lemmertz, nell'opera prima del regista brasiliano presentata al Toronto International Film Festival e al Festival internazionale del cinema di Berlino, si sono impegnati a recitare scene erotiche con nudo integrale. 
L'attore ha continuato a essere molto impegnato a livello televisivo, interpretando tra l'altro il ruolo di 'Cristiano', un giornalista di grande successo, nella popolare telenovela Celebridade (2003). Altri fortunati lavori televisivi a cui ha partecipato sono  Belíssima (2005) e Avenida Brasil (2012).

## Vita privata
Alexandre Borges è stato sposato dal 1993 al 2015 con Júlia Lemmertz, conosciuta nel 1991 durante le riprese di Mil e Uma; i due si sono separati dopo ventidue anni di matrimonio. Dalla loro unione, nel 2000, è nato il figlio Miguel. Borges è anche il patrigno di Luísa, la figlia avuta dalla Lemmertz durante il suo precedente matrimonio.

## Filmografia parziale

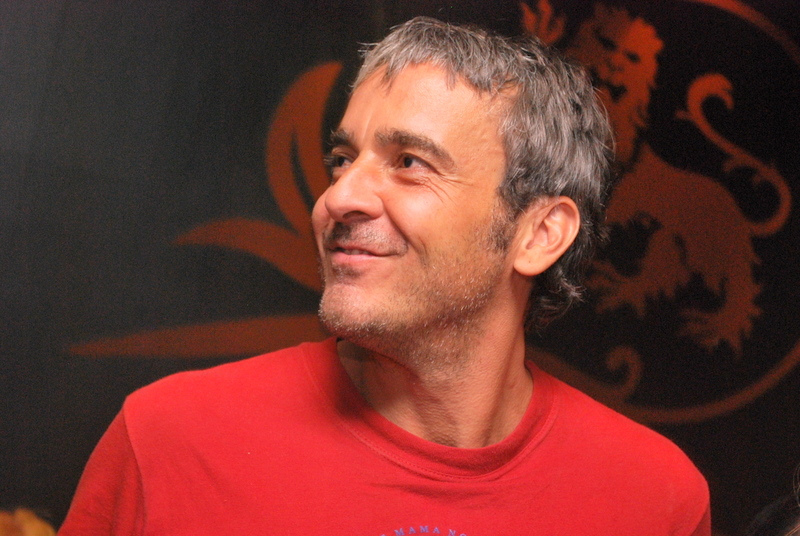
Alexandre Borges nel 2011

### Cinema
- Paixão Cigana (corto), regia di Flavia Moraes (1991)
- Mil e Uma, regia di Susana de Moraes (1994)
- Tudo Cheira a Gasolina (corto), regia di Vicente Amorim (1995)
- Terra Estrangeira, regia di Walter Salles e Daniela Thomas (1996)
- Glaura (corto), regia di Guilherme de Almeida Prado (1997)
- Mangueira - Amor à Primeira Vista, regia di Marco Altberg (1997)
- Amor & Cia, regia di Helvecio Ratton (1998)
- Traição, regia di José Henrique Fonseca, Arthur Fontes e Cláudio Torres (1998)
- Un bicchiere di rabbia (Um Copo de Cólera), regia di Aluizio Abranches (1999)
- Amor Que Fica, regia di Marco Altberg (1999)
- Bossa Nova, regia di Bruno Barreto (2000)
- Até que a Vida nos Separe, regia di José Zaragoza (2000)
- Deus Jr., regia di Mauro Lima (2000)
- O Invasor, regia di Beto Brant (2002)
- Il cuore criminale delle donne (As Três Marias), regia di Aluizio Abranches (2002)
- Joana e Marcelo, Amor (Quase) Perfeito, regia di Marco Altberg (2002)
- Acquaria, regia di Flavia Moraes (2003)
- Nanoilusão (corto), regia di Francisco Garcia e José Wagner Garcia (2005)
- Gatão de Meia Idade regia di Antonio Carlos da Fontoura (2006)
- Zuzu Angel, regia di Sergio Rezende (2006)
- Balada das Duas Mocinhas de Botafogo (corto), regia di João Caetano e Fernando Valle (2006)
- Adagio sostenuto, regia di Pompeu Aguiar (2008)
- Dàng kòu, regia di Yu Lik-wai (2008)
- Retrato Falhado (corto), regia di André Warwar (2011)
- Meus Dois Amores, regia di Luiz Henrique Rios (2012)
- Getúlio, regia di João Jardim (2014)
- Bem Casados, regia di  João Jardim (2015)

### Televisione
- La prossima vittima (A Próxima Vítima) (1995)
- A Muralha (2000)
- Laços de Família (2000)
- O Beijo do Vampiro (2002)
- Celebridade (2003)
- Belíssima (2005-2006)
- Desejo Proibido (2007-2008)
- Caminho das Índias (2009)
- Ti Ti Ti (2010-11)
- Avenida Brasil (2012)
- Deus Salve o Rei (2018)

## Premi e candidature
- Prêmio Contigo
  - 1996: Partecipazione speciale maschile (La prossima vittima)
  - 2002: Miglior coppia romantica condivisa con Cláudia Raia (As Filhas da Mãe) - Nomination
  - 2003: Miglior coppia romantica condivisa con Flávia Alessandra (O Beijo do Vampiro) - Nomination
  - 2003: Miglior attore (O Beijo do Vampiro) - Nomination
  - 2011: Miglior attore (Ti Ti Ti) - Nomination

- Gran Premio del Cinema Brasiliano 
  - 2003: Miglior attore (O Invasor) - Nomination

- Prêmio Qualidade 
  - 2010: Miglior attore televisivo (Ti Ti Ti) - Nomination